# 呂清 (1915年)
呂清（1915年—2010年），原名吕繼才，男，河南光山人，中国人民解放军少将，曾任全國人民代表大會代表，第六、七屆全國政協委員、中華人民共和國林業部政治主任、農墾部副部長（部長級待遇）。

## 生平
1930年參加少年先鋒隊、光山縣磚橋游擊隊。
1931年加入中國紅軍，歷任通訊員、通訊班長、通訊排長、通訊連長。1935年入紅軍大學，12月加入中國共產黨。1936年任中央軍委工兵連指導員。1938年入延安黨校。歷任抗日大學第八分校高級幹部隊隊長兼政治指導員、淮南軍區西分區政治部主任。
1945年二次大戰日本投降後，前往東北，歷任佳木斯政治部主任、合江軍區副政治委員、東北軍區砲兵學校政治部主任。
1949年後，歷任松江軍區副政治委員，黑龍江軍區副政治委員，瀋陽軍區工程兵政治委員，中華人民共和國林業部政治主任、農林部顧問、農墾部副部長。
2010年9月24日在北京病逝，享壽九十五歲。